# Leśniczówka Radkowice
Leśniczówka Radkowice – osada leśna – leśniczówka w Polsce położona w województwie świętokrzyskim, w powiecie starachowickim, w gminie Pawłów.
W latach 1975–1998 miejscowość położona była w województwie kieleckim.